# Tugimaantee 32
De Tugimaantee 32 is een secundaire weg in Estland. De weg loopt van Jõhvi naar Vasknarva bij de grens met Rusland en is 49,9 kilometer lang. 